# شلی (فیلم)
شلی (دانمارکی: Shelley) یک فیلم درام ترسناک دانمارکی به کارگردانی علی عباسی است که در سال ۲۰۱۶ منتشر شد. این فیلم در شصت و ششمین جشنواره بین‌المللی فیلم برلین به نمایش درآمد. این فیلم در بررسیِ جمعیِ نقدها در پایگاه اینترنتی «راتن تومیتوز»، امتیاز ۱۰۰٪ را دریافت کرد.

## داستان
یک زن جوان اهل رومانی به نام النا به عنوان خدمتکار یک زوج دانمارکی ثروتمند استخدام می‌شود. خانه این زوج به جز یک تلفن ثابت ارتباطی با جهان بیرون ندارد. بعد از مدتی این زوج که برای بارداری مشکل دارند از النا درخواست کمک می‌کنند. 